# Jüdischer Friedhof Jebenhausen

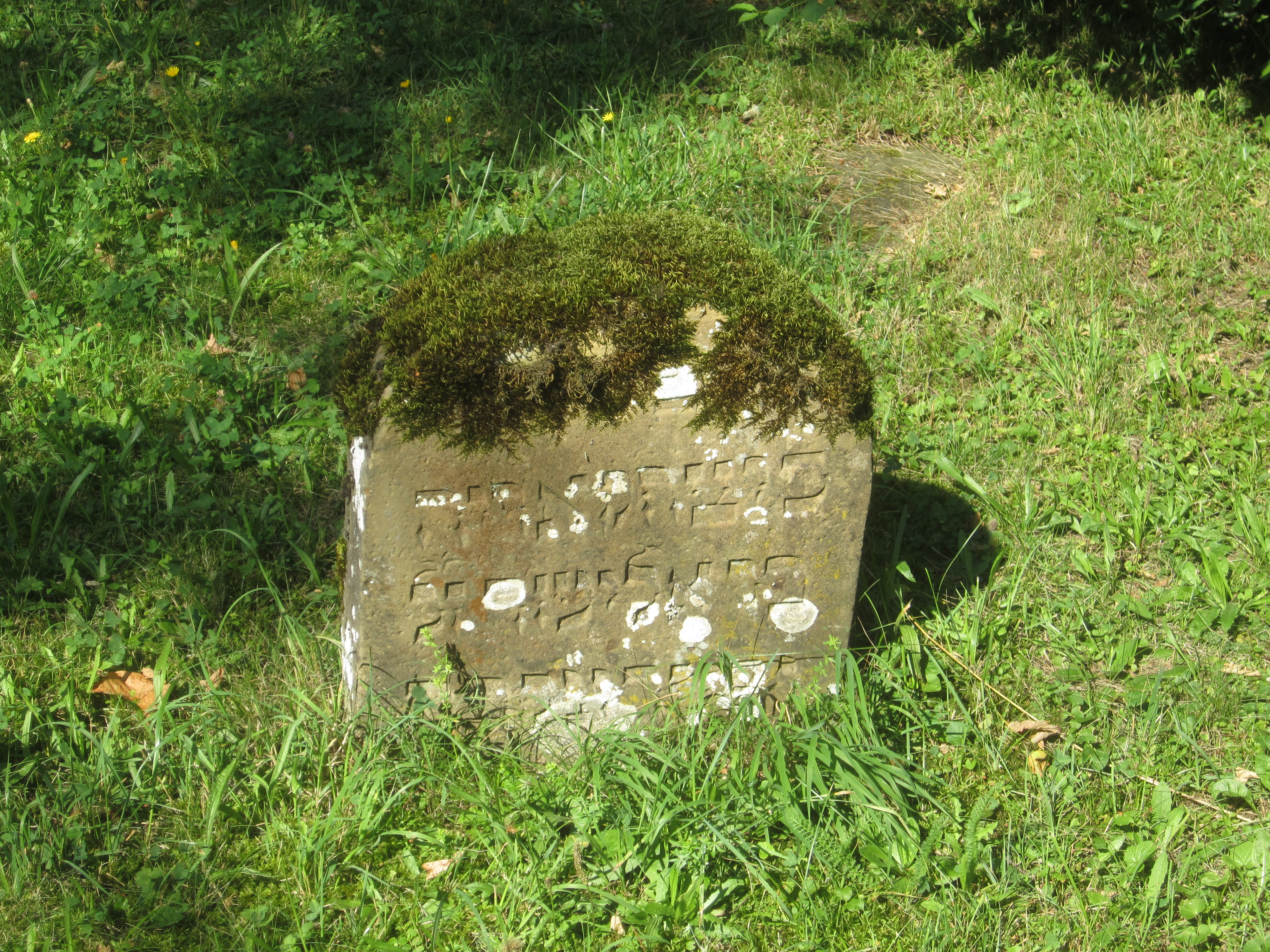
Ältestes Grab im älteren, östlichen Teil

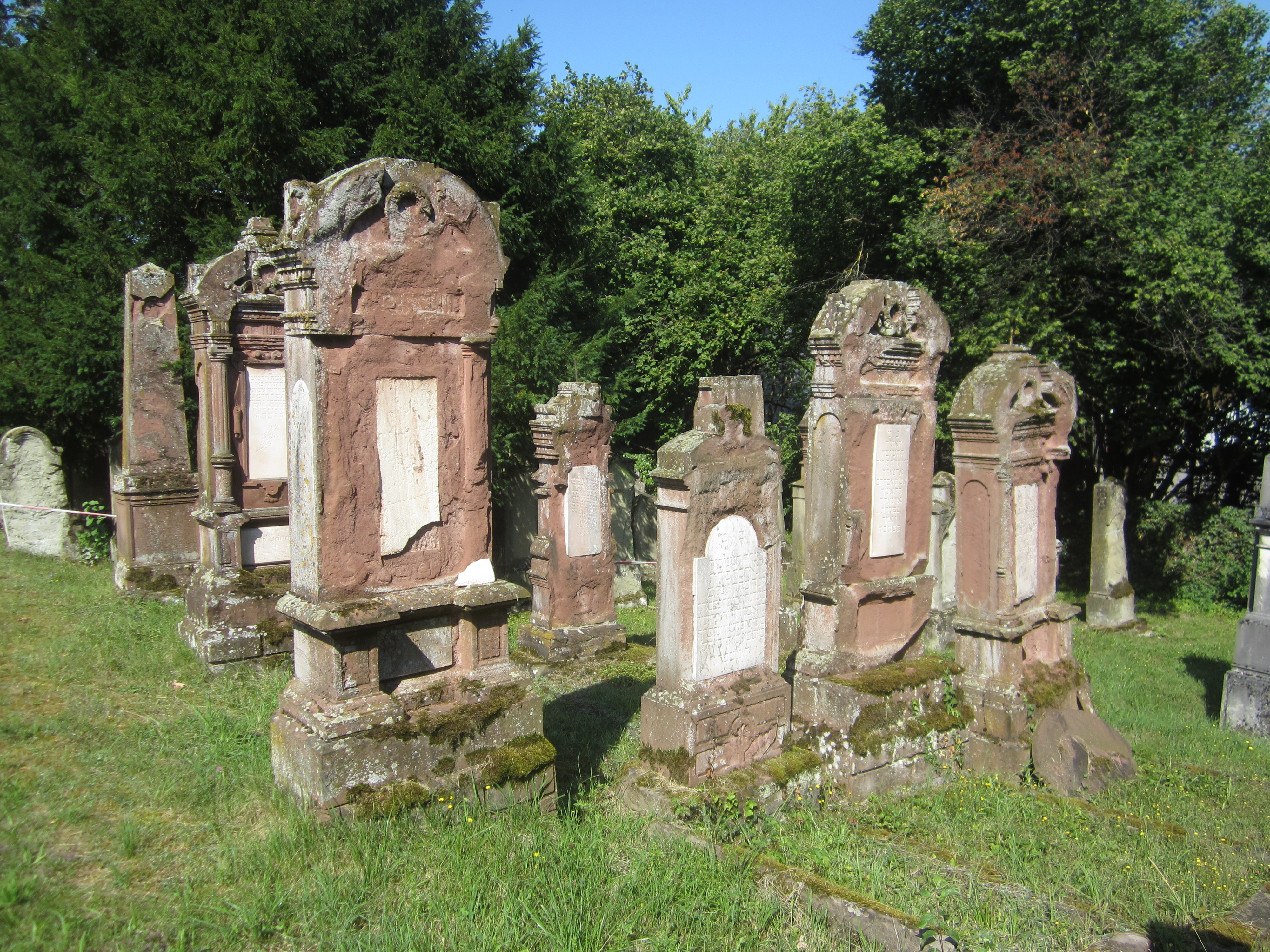
Gräber im neueren, westlichen Teil

Der Jüdische Friedhof Jebenhausen ist ein nicht mehr genutzter Jüdischer Friedhof in Jebenhausen, einem Stadtbezirk von Göppingen in Baden-Württemberg. Der Friedhof befindet sich im Nordosten von Jebenhausen am sogenannten „Judenberg“. Auf einer Fläche von 2844 m² stehen 349 Grabsteine.

## Geschichte
Der Friedhof wurde zwischen 1779 und 1939 von in Jebenhausen angesiedelten Juden, teilweise auch von Juden in Göppingen verwendet.
Durch fast vollständige Abwanderung der Juden vor der NS-Zeit überstand er unbeschädigt diese Zeit.
Er besteht aus einem alten Teil, in dem vor allem Grabsteine aus Sandstein vorherrschen, und einem neuen Teil, in dem sich der gewachsene Wohlstand der jüdischen Bevölkerung in zum Teil auch größeren, wuchtigen Grabsteinen aus Marmor und Granit ausdrückte.